# Mont de l'Enclus
Mont de l'Enclus är en kulle i Belgien.   Den ligger i provinsen Östflandern och regionen Flandern, i den västra delen av landet, 60 km väster om huvudstaden Bryssel. Toppen på Mont de l'Enclus är 153 meter över havet, eller 133 meter över den omgivande terrängen. Bredden vid basen är 3,0 km.
Terrängen runt Mont de l'Enclus är huvudsakligen platt. Runt Mont de l'Enclus är det tätbefolkat, med 331 invånare per kvadratkilometer.. Närmaste större samhälle är Kortrijk, 17,8 km väster om Mont de l'Enclus. 
Trakten runt Mont de l'Enclus består till största delen av jordbruksmark.